# بقلان
بقلان (بالتركية: Baklan)‏ هي بلدة ومُديريَّة تقع في ولاية دنزلة بتركيا. تصل مساحتها إلى 374.01 كم²، وترتفع عن سطح البحر حوالي 950 م.